# Baté (Burkina Faso)
Pour les articles homonymes, voir Baté.
Baté est une commune rurale située dans le département de Sidéradougou de la province de la Comoé dans la région des Cascades au Burkina Faso.

## Santé et éducation
Le village possède une école primaire publique.